# Панинское сельское поселение (Вологодская область)
Панинское сельское поселение — упразднённое сельское поселение в составе Белозерского района Вологодской области.
Центр — деревня Панинская.
По оценке Федеральной службы государственной статистики по Вологодской области население Панинского сельского поселения на 1 января 2010 года составляло 470 человек, по итогам переписи 2010 года — 352 человека.
Образовано 1 января 2006 года в соответствии с Федеральным законом № 131 «Об общих принципах организации местного самоуправления в Российской Федерации».
В состав сельского поселения вошёл Панинский сельсовет.
Законом Вологодской области от 1 июня 2015 года № 3666-ОЗ, были преобразованы, путём их объединения, муниципальные образования «Артюшинское сельское поселение», «Визьменское сельское поселение», «Енинское сельское поселение» и «Панинское сельское поселение» в сельское поселение Артюшинское с административным центром в селе Артюшино.

## География
Сельское поселение расположено на западе района. Граничит:
- на севере с Шольским сельским поселением,
- на востоке с Артюшинским сельским поселением,
- на юге с Андозером и Визьменским сельским поселением,
- на западе с Вепсским национальным сельским поселением Бабаевского района.

На территории сельского поселения расположено озеро Ухтомьярское, протекает река Маттерка.

## Населённые пункты
В 1999 году был утверждён список населённых пунктов Вологодской области. Согласно этому списку в Панинский сельсовет входили 20 населённых пунктов.
22 августа 2000 года была упразднена деревня Большой Двор-2.
В состав сельского поселения входят 19 населённых пунктов, в том числе
18 деревень,
1 село.
| Населённый пункт       | ОКАТО          | Рег. номер | Расстояние до районного центра, км | Расстояние до центра поселения, км | Индекс | Координаты                      |
| ---------------------- | -------------- | ---------- | ---------------------------------- | ---------------------------------- | ------ | ------------------------------- |
| деревня Анашкино       | 19 210 852 002 | 654        | 66                                 | 15                                 | 161223 | 60°04′53″ с. ш. 37°01′03″ в. д. |
| деревня Бараково       | 19 210 852 003 | 655        | 82                                 | 15                                 | 161223 | 60°00′04″ с. ш. 36°44′17″ в. д. |
| деревня Большой Двор-1 | 19 210 852 004 | 656        | 70,5                               | 19,5                               | 161223 | 60°05′58″ с. ш. 36°59′25″ в. д. |
| деревня Борок          | 19 210 852 006 | 658        | 69                                 | 2                                  | 161223 | 60°03′11″ с. ш. 36°52′05″ в. д. |
| деревня Ганютино       | 19 210 852 007 | 659        | 83                                 | 16                                 | 161223 | 60°01′41″ с. ш. 36°39′11″ в. д. |
| деревня Горбуша        | 19 210 852 008 | 660        | 65                                 | 3                                  | 161223 | 60°03′51″ с. ш. 36°55′54″ в. д. |
| деревня Домнино        | 19 210 852 009 | 661        | 67                                 | 16                                 | 161223 | 60°05′13″ с. ш. 37°00′16″ в. д. |
| деревня Зарецкая       | 19 210 852 011 | 662        | 67,5                               | 0,5                                | 161223 | 60°03′35″ с. ш. 36°52′47″ в. д. |
| деревня Калинино       | 19 210 852 012 | 663        | 64                                 | 13                                 | 161223 | 59°59′15″ с. ш. 36°55′52″ в. д. |
| деревня Карпово        | 19 210 852 013 | 664        | 79                                 | 12                                 | 161224 | 60°01′37″ с. ш. 36°44′33″ в. д. |
| деревня Конец Мондра   | 19 210 852 014 | 665        | 84                                 | 17                                 | 161223 | 60°02′23″ с. ш. 36°38′32″ в. д. |
| деревня Костино        | 19 210 852 016 | 666        | 66                                 | 1                                  | 161223 | 60°03′33″ с. ш. 36°54′42″ в. д. |
| деревня Кукина Гора    | 19 210 852 017 | 667        | 72                                 | 21                                 | 161223 | 60°05′49″ с. ш. 36°58′40″ в. д. |
| деревня Михалёво       | 19 210 852 018 | 668        | 65                                 | 14                                 | 161223 | 60°04′21″ с. ш. 37°00′42″ в. д. |
| деревня Мыстино        | 19 210 852 019 | 669        | 81                                 | 14                                 | 161223 | 60°00′15″ с. ш. 36°44′10″ в. д. |
| деревня Панинская      | 19 210 852 001 | 653        | 67                                 | —                                  | 161223 | 60°03′35″ с. ш. 36°53′44″ в. д. |
| деревня Перкумзь       | 19 210 852 020 | 670        | 59                                 | 8                                  | 161223 | 60°01′27″ с. ш. 36°59′24″ в. д. |
| село Урицкое           | 19 210 852 021 | 671        | 82                                 | 15                                 | 161223 | 60°01′28″ с. ш. 36°40′19″ в. д. |
| деревня Юрино          | 19 210 852 022 | 672        | 69                                 | 18                                 | 161223 | 60°05′59″ с. ш. 37°00′49″ в. д. |

### Упразднённые населённые пункты
| Населённый пункт       | ОКАТО          | Рег. номер | Расстояние до районного центра, км | Расстояние до центра поселения, км | Координаты                      | Примечание            |
| ---------------------- | -------------- | ---------- | ---------------------------------- | ---------------------------------- | ------------------------------- | --------------------- |
| деревня Большой Двор-2 | 19 210 852 005 | 657        | 80                                 | 13                                 | 60°07′47″ с. ш. 37°47′05″ в. д. | Упразднена 22.08.2000 |